# Echiniscus oihonnae
Echiniscus oihonnae är en djurart som tillhör fylumet trögkrypare, och som beskrevs av Ferdinand Richters 1903. Echiniscus oihonnae ingår i släktet Echiniscus och familjen Echiniscidae. Arten är reproducerande i Sverige. Inga underarter finns listade i Catalogue of Life.